# Naro-Fominsk
Naro-Fominsk (ros. На́ро-Фоми́нск) – miasto w obwodzie moskiewskim, leżące 70 km na południowy zachód od Moskwy na rzece Narze. Liczba mieszkańców liczy 67 009 (2021).
Naro-Fominsk jest miejscem stacjonowania 4 Gwardyjskiej Kantemirowskiej Dywizji Pancernej. Znajduje tu się stacja kolejowa Nara, położona przy linii Moskwa – Briańsk – Kijów.

## Miasta partnerskie
- Bobrujsk, Białoruś
- Dyneburg, Łotwa
- Elin Pelin, Bułgaria
- Kantiemirowka, Rosja

## Galeria

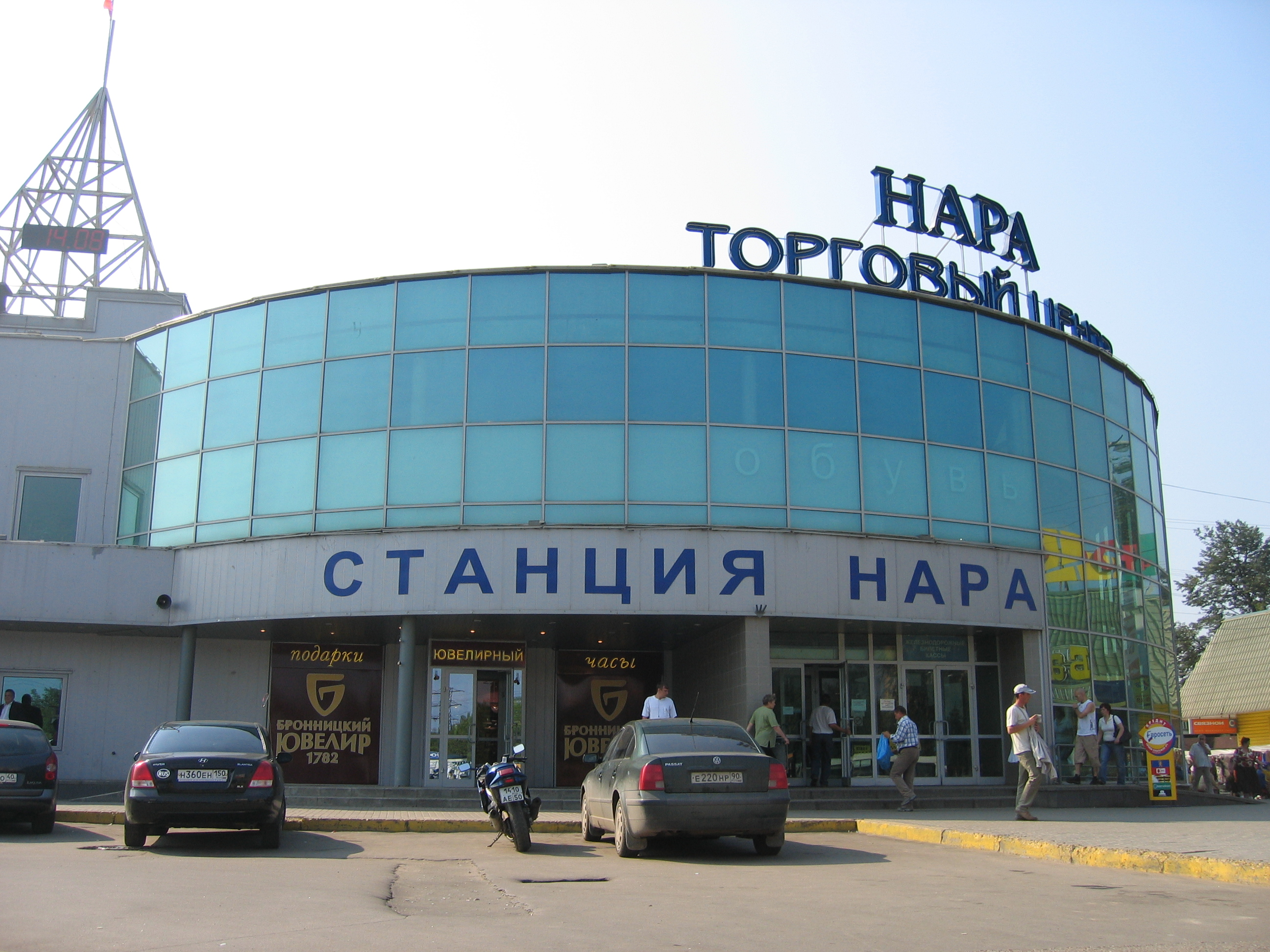
Stacja kolejowa „Nara” (2008)
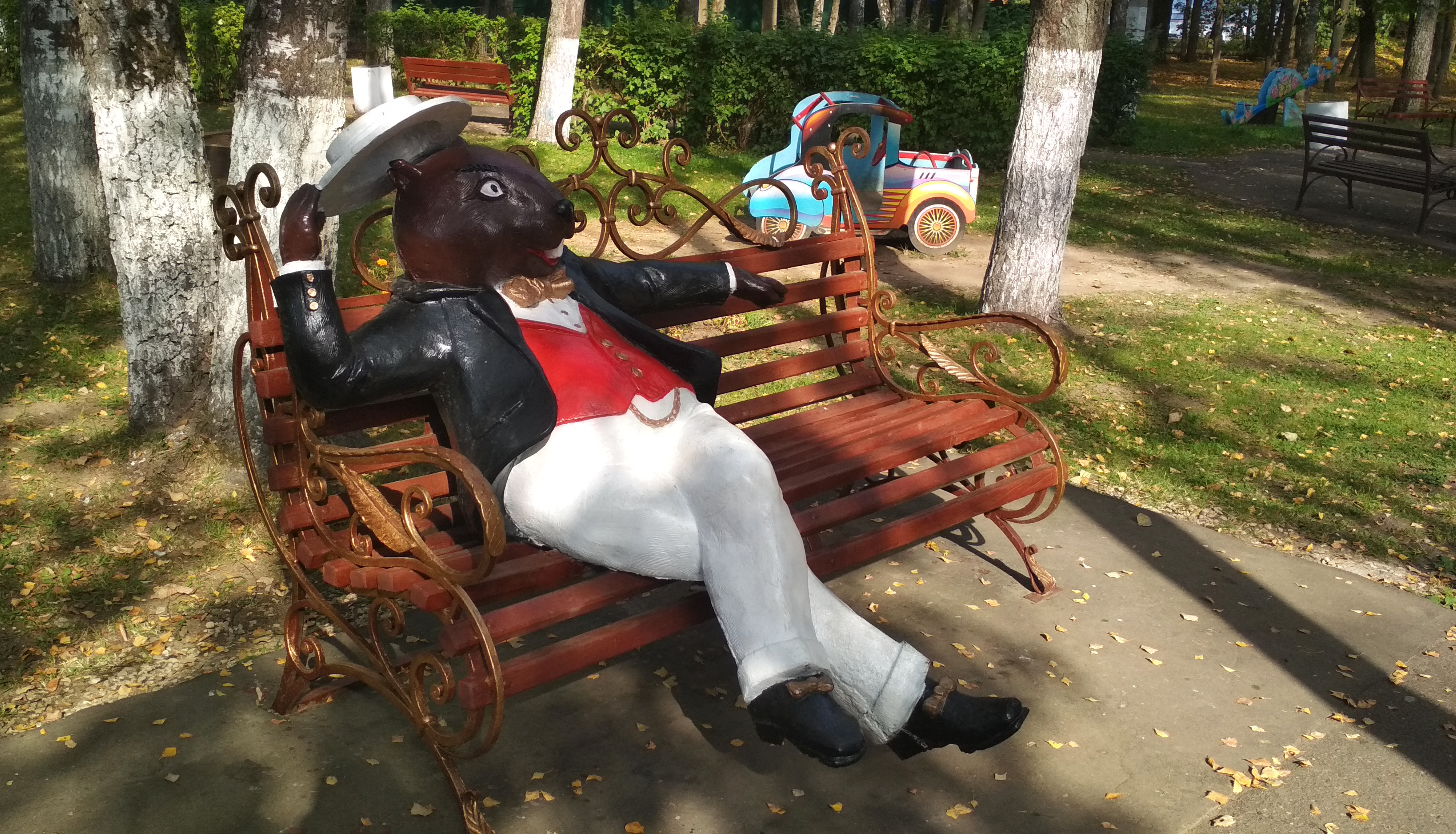
„Bobrujskij Skver” przy ulicy Kalinina (2020)
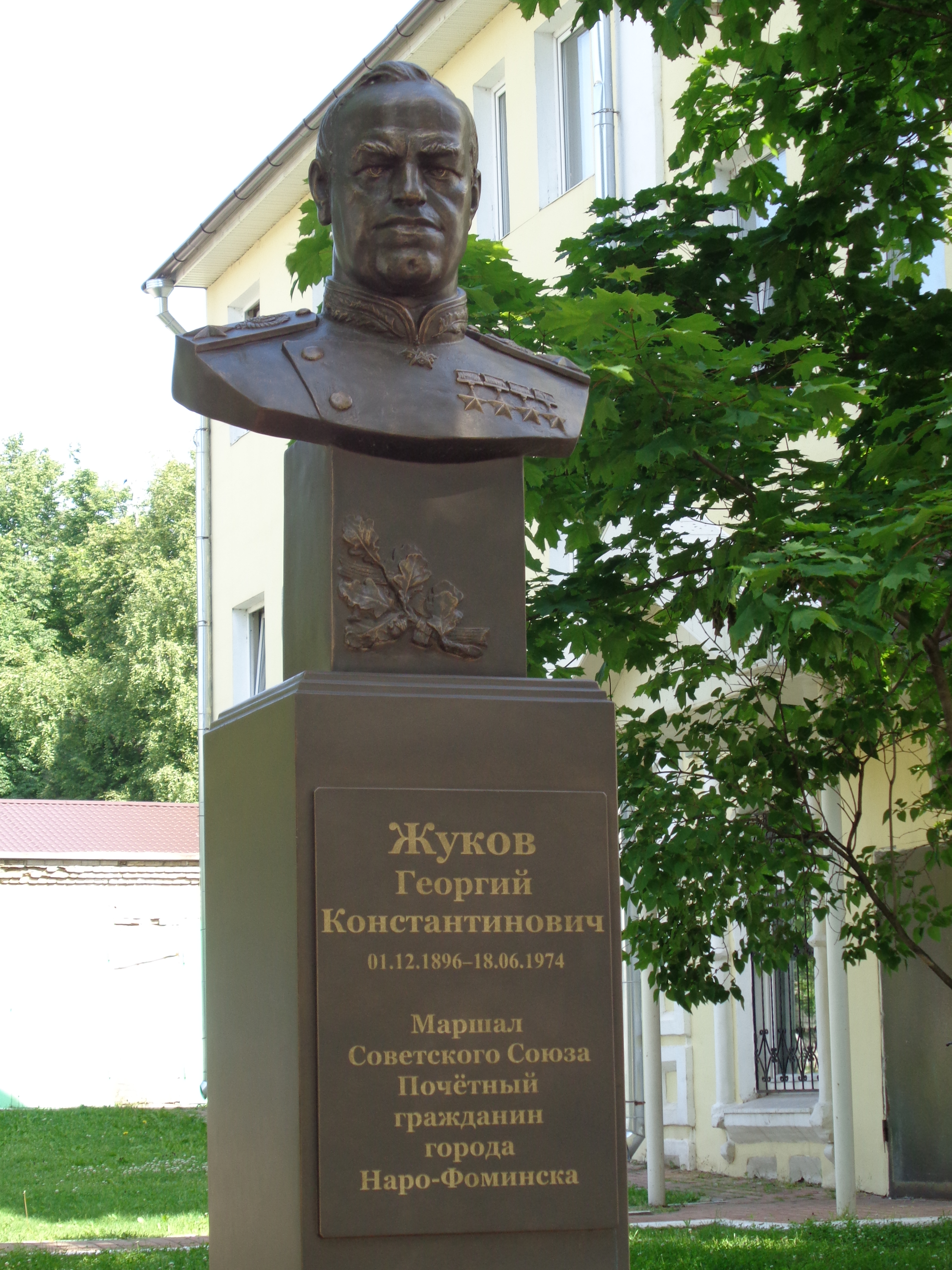
Popiersie marszałka ZSRR Gieorgija Żukowa (2017)
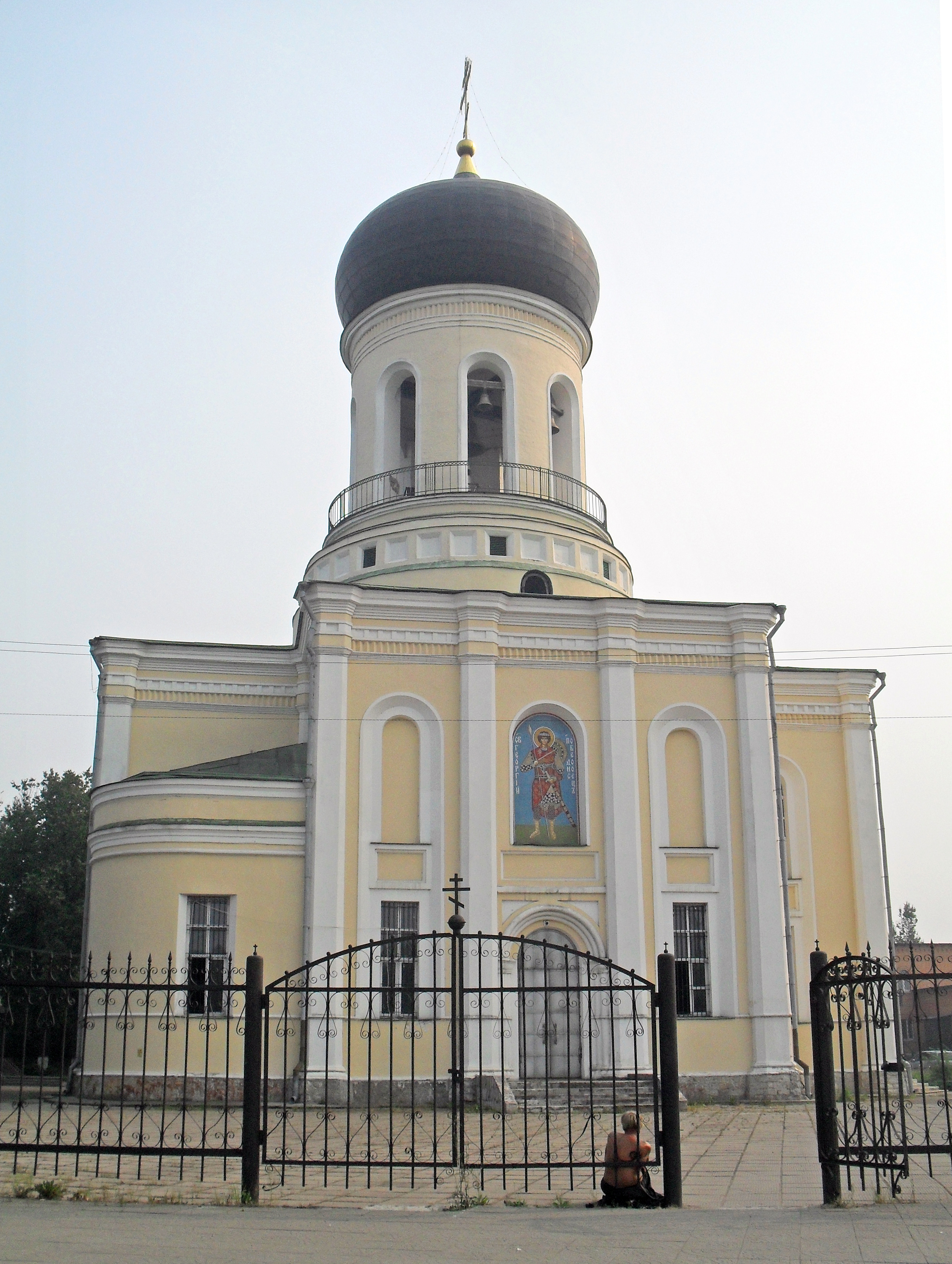
Cerkiew Mikołaja Cudotwórcy (2009)